# Pierre Gaxotte
Pierre Gaxotte (Revigny-sur-Ornain, 29 de enero de 1895-París, 21 de noviembre de 1982) fue un historiador y miembro de la Academia Francesa.

## Biografía
Pierre Gaxotte nació en Revigny-sur-Ornain, en la región de Lorena. Su campo de estudio dentro de la historia fue el Antiguo Régimen en Francia y Alemania. Su primer libro, La Revolución Francesa, publicado en 1928, adquirió mucha celebridad en su época por ser el primero en someter a revisión crítica la historia de la Revolución. En el período de entreguerras fue miembro de Acción Francesa, movimiento monárquico de derecha conservadora fundado y dirigido por Charles Maurras. En 1953 ingresó en la Academia Francesa, de la que fue miembro hasta su muerte en 1982. 
Durante cuatro décadas mantuvo una columna semanal de opinión en el diario parisino Le Figaro.

## Obra
- La Révolution française (1928)
- Le Siècle de Louis XV (1933)
- Frédéric II (1938)
- La France de Louis XIV (1946)
- Histoire des Français (1951)
- Histoire de l'Allemagne (1963)
- Paris au XVIIIe siècle (1968)
- Le nouvel ingénu (1972)
- Le purgatoire (1982)

## Ediciones en español
- Pierre Gaxotte (2009). La Revolución Francesa. Áltera. ISBN 978-84-96840-35-5.
- Pierre Gaxotte (1975). La Revolución Francesa. Doncel. ISBN 84-325-0520-X.
- Pierre Gaxotte (1934). La Revolución Francesa. Aldecoa (primera edición)

- Datos: Q727576
- Multimedia: Pierre Gaxotte / Q727576